# Schizocolea
Schizocolea là một chi thực vật có hoa trong họ Thiến thảo (Rubiaceae).

## Loài
Chi Schizocolea gồm các loài: